# Амцахара
Амцахара (абх: Амцахара) — политическая партия в Абхазии.

## Основание
31 марта 1999 года по инициативе Сергея Дбара, Владимира Нахач, Аки Ардзинба, Гарика Саманба и ряда других лиц была основана общественная организация «Амцахара», объединяющая ветеранов войны с Грузией 1992—1993 годов. На учредительном съезде Дбар был избран первым председателем организации и оставался им до 2001 года.
В 2002 году «Амцахара» была преобразована в общественно-политическое движение, а В. Нахач и М. Кишмия стали его сопредседателями.

## До 2004 года
Хотя изначально «Амцахара» была создана как ассоциация ветеранов, она расширила свой состав, включив в него более широкое сообщество. До «Амцахары» единственной заметной оппозиционной группой было движение «Айтайра». «Амцахаре» удалось взять на себя руководство оппозицией благодаря своему ядру из ветеранов. До 2004 года, «Амцахара» выступала за реформу правительства, в том числе за более сбалансированное распределение полномочий между ветвями власти, расширение полномочий парламента. Им также удалось изменить процедуру внесения поправок в Конституцию.
«Амцахара» во многом ответственна за отставку премьер-министра Геннадия Гагулия в 2003 году. «Амцахара» раскритиковала Гагулия за неэффективность и неспособность бороться с преступностью, пригрозили организовать общенациональный митинг, если Гагулия не уйдёт в отставку.
19 апреля 2003 года офис партии подвергся нападению, но обошлось без жертв. Двое их активистов погибли в результате взрыва автомобиля, в котором, по их мнению, были замешаны власти. В июне 2004 года Гарри Айба, один из лидеров «Амцахары», был застрелен во время поездки по городу. В результате министр иностранных дел и лидер «Ацакхара» Сергей Шамба подал в отставку в знак протеста.
В 2003 году и в начале 2004 года «Амцахара» добивалась отставки президента Ардзинбы.

## Президентские выборы 2004 года
Шансы на победу на выборах 2004 года изначально были малы так как несколько других оппозиционных политиков объединились в альянс «Единая Абхазия». Однако в июне 2004 года «Амцахара» и «Единая Абхазия» договорились о создании объединённого фронта на выборах после убийства Айбы. 20 июля 2004 года они выдвинули бывшего премьер-министра Сергея Багапша в качестве своего кандидата в президенты, положив конец слухам о том, что они могут выдвинуть нескольких кандидатов из-за отсутствия у них явного лидера.

## С 2013 года
27 июня 2013 года «Амцахара» провела съезд, на котором преобразовалась в полноценную политическую партию, избрав своими председателями Гарика Саманбу и Отара Ломию, а заместителями председателя — Виталия Тарнаву и Рамаза Джопуа.
После переворота в мае 2014 года 18 июля «Ацхара» провела внеочередной съезд, на котором осудила произошедшие события и выдвинула кандидатуру председателя Службы безопасности Аслана Бжании на пост президента на выборах в августе. 7 ноября она провела внеочередной съезд для обсуждения предложенного договора о союзе и интеграции с Россией.
22 мая 2015 года «Амцахара» провела пятый съезд. Сопредседатель Саманба резко раскритиковал правительство и заявил, что «Амцахара» теперь является единственной оппозиционной партией в Абхазии. Съезд единогласно призвал президента Рауля Хаджимбу назначить представителя оппозиции на пост премьер-министра и одобрил изменение структуры руководства, сократив число председателей с трёх до одного. 4 июня Политический совет партии решил, что сопредседатель Алхас Квициния должен стать единоличным лидером, и избрал его председателем совета. 21 октября на шестом съезде «Амцахара» это решение было подтверждено путём избрания Квицинии председателем партии. Он также принял резолюцию, призывающую президента Рауля Хаджимбу уйти в отставку.
3 марта 2016 года «Амцахара» выразила поддержку досрочных президентских выборов. После того как президент Рауль Хаджимба одобрил референдум и назначил его дату на 10 июля, «Амцахара» запланировала съезд на 5 июля. Съезд планировалось провести в Государственной филармонии, но участники обнаружили, что здание заперто, и решили провести съезд в соседнем парке с часовым опозданием, так как отключили электричество. Съезд принял несколько требований, в том числе об отставке министра внутренних дел Леонида Дзапшбы и переносе референдума на осень. Затем участники перешли к Министерству внутренних дел, чтобы повторить свои требования. Несмотря на просьбы председателя Алхаса Квицинии не вторгаться в здание министерства, несколько активистов попытались прорваться через кордон безопасности, в том числе бросая камни, кирпичи и бутылки с зажигательной смесью. В результате насилия девятнадцать сотрудников службы безопасности получили ранения, из которых девять пришлось госпитализировать.
30 ноября 2016 года «Амцахара» провела 7-й съезд, на котором перечислила ряд претензий к властям, в том числе то, что они саботировали референдум о доверии. Съезд призвал президента Рауля Хаджимбу уйти в отставку.